# Wasp Network
Wasp Network és una pel·lícula dramàtica de coproducció internacional de 2019, escrita i dirigida per Olivier Assayas, basada en el llibre Os Últimos Soldados da Guerra Fria, de Fernando Morais. La cinta és protagonitzada per Penélope Cruz, Édgar Ramírez, Gael García Bernal, Ana de Armas i Wagner Moura, i explica la història d'un grup d'espies cubans en territori estatunidenc durant la dècada de 1990. Les productores implicades en la creació del llargmetratge van ser la catalana Nostromo Films i les franceses Scope Pictures, CG Cinéma i RT Features.
La pel·lícula es va estrenar al Festival Internacional de Cinema de Venècia l'1 de setembre de 2019 i a França el 29 de gener de 2020, per Memento Films, i a la plataforma Netflix el 19 de juny de 2020. La trama està basada en diversos fets reals, però, ha tingut una recepció mixta: un sector l'ha considerat «propaganda» en favor del govern cubà, mentre que un altre com a fidel a la història de Cuba.

## Sinopsi
A inicis de la dècada dels anys 1990, a l'Havana, Cuba, el pilot René González (Édgar Ramírez) abandona la seva dona Olga (Penélope Cruz) i la seva filla Irma (Carolina Peraza Matamoros) per començar una nova vida als Estats Units. Secretament vola a Miami en un avió robat, un Antonov An-2. González s'uneix a un grup d'exiliats cubans opositors a Fidel Castro, anomenats Germans al Rescat, els quals operen des de Florida i també s'enfoquen en desintegrar la florent indústria del turisme cubà; fins i tot volen sobre espai aeri cubà. Per la seva banda, una organització d'intel·ligència cubana anomenada Xarxa Vespa, busca infiltrar-se en aquests grups anticastristes. Aquesta cèl·lula està dirigida per Gerardo Hernández, àlies Manuel Viramontez (Gael García Bernal), la qual per a 1992 ja estava operant a tota capacitat amb la seva xarxa d'agents.
Al març de 1995 els cubà-estatunidencs Martínez Rueda i Ramírez Oro ingressen clandestinament per mar i enterren armes i explosius que usarien en un atemptat a l'hotel Meliá de Varadero, però una setmana després són arrestats a l'aeroport de l'Havana abans d'executar la seva missió. La Fundació Nacional Cubà-Americana (FNCA) i Germans al Rescat no només llancen fullets de propaganda sobre l'Havana o guien els balseros cubans fins a les costes de Florida, sinó que també fan contraban de drogues i armes. A més a més dirigeixen activitats terroristes en contra de Cuba organitzades per Luis Posada Carriles (Tony Plana). A principis de 1996 dos avions Cessna Skymaster dels Germans al Rescat són abatuts per MiGs cubans, matant a quatre aviadors sobre el Mar Carib.
Juan Pablo Roque (Wagner Moura) és un altre pilot militar cubà, que es llança al mar nedant per desertar del país socialista i demana asil polític a la Base Naval de la Badia de Guantánamo. Quan arriba a Miami, és reclutat pels Germans al Rescat, s'estabilitza i es casa amb Ana Margarita Martínez (Ana de Armas), però, després d'uns pocs anys, torna secretament a Cuba deixant molt clar que era un talp infiltrat en grups anticastristes. A l'Havana, en una entrevista en viu a la televisió, declara el perquè va tornar al seu país i esmenta que les organitzacions anticastristes violen l'espai aeri cubà i organitzen atacs terroristes a l'illa i a la fi admet que l'únic que estranya de la seva vida a Miami és la seva camioneta Jeep Cherokee.
Després de mesos i molts procediments burocràtics, a l'Olga i a la seva filla se'ls permet abandonar Cuba per reunir-se amb René a Miami. Però abans del seu viatge, Viramontez li informa a l'Olga que el seu marit no és un «cuc» (un traïdor del socialisme cubà), i de fet és un heroi i un agent de la intel·ligència cubana que es va infiltrar a la FNCA; però ella ha de mantenir el secret per la seguretat de la seva família i de tota la Xarxa Vespa.
El 1997, al Salvador, Raúl Cruz León (Nolan Guerra Fernández) és reclutat per un òrgan anticastrista per col·locar bombes de C-4 en hotels de l'Havana. Un turista italià mor en l'atemptat a l'hotel Copacabana i el mateix dia Cruz León és atrapat per la policia cubana. Després de ser capturat, l'organització de Posada Carriles l'abandona a la seva sort.
Finalment, René González, Manuel Viramontez i tota la Xarxa Vespa és descoberta i arrestada per l'FBI. Tots afronten càrrecs d'espionatge, conspiració per cometre assassinat, actuar com a agents d'un govern estranger i altres activitats il·legals en sòl estatunidenc pel que són sentenciats a llargues penes de presó pel Tribunal Federal de la jutgessa Joan A. Lenard (Adria Carey Pérez). En una entrevista, Fidel Castro reconeix l'existència d'agents d'intel·ligència cubana als Estats Units.
Tot i els oferiments de l'FBI per reduir la seva condemna, René González rebutja cooperar amb les autoritats estatunidenques.

### Conseqüències
- Olga Salanueva-González és deportada a Cuba després de passar 3 mesos a la presó. Es reuneix amb les seves filles Irma i Ivette i realitza una campanya per l'alliberament del seu marit.
- René González va estar 12 anys a la presó. Va ser alliberat el 7 d'octubre del 2011.
- Gerardo Hernández, àlies Manuel Viramontez, és sentenciat a 2 cadenes perpètues. Va ser alliberat al desembre de 2014 com a part d'un intercanvi d'espies després d'estar pres 15 anys.[13]
- Ana Margarita Martínez va demandar al govern cubà. Una cort va ordenar que cobrés $ 27 milions de dòlars per danys, però només va rebre $ 200.000.
- Juan Pablo Roque mai va tornar a pilotar. Afrontant problemes econòmics va haver de vendre el seu Rolex a eBay.
- Raúl Cruz León segueix complint la seva condemna de 30 anys.[14]
- Luis Posada Carriles va morir el 2018 als 90 anys. Mai va ser processat per l'atac als hotels amb bombes a l'Havana de 1997.

## Repartiment
| Intèrpret                 | Personatge                                 |
| ------------------------- | ------------------------------------------ |
| Penélope Cruz             | Olga Salanueva-González                    |
| Édgar Ramírez             | René González                              |
| Wagner Moura              | Juan Pablo Roque                           |
| Gael García Bernal        | Gerardo Hernández, àlies Manuel Viramontez |
| Ana de Armas              | Ana Magarita Martínez                      |
| Leonardo Sbaraglia        | José Basulto                               |
| Nolan Guerra Fernández    | Raúl Cruz León                             |
| Osdeymi Pastrana Miranda  | Irma González Salanueva                    |
| Tony Plana                | Luis Posada Carriles                       |
| Julian Flynn              | pilot del PUND                             |
| Anel Perdomo              | Adriana, esposa de Gerardo Hernández       |
| Julio Gabay               | cosí de Juan Pablo Roque                   |
| Amanda Morado             | Teté                                       |
| Carolina Peraza Matamoros | Irma González Salanueva (6 anys)           |
| Raúl Bravo                | Roberto, germà de René González            |
| Omar Ali                  | Jorge Mas Canosa                           |
| Adria Carey Pérez         | jutgessa Joan A. Lenard                    |
| Carlos Leal               | narrador                                   |

## Recepció i crítica
La pel·lícula va rebre crítiques de tots colors, tant de positives com de negatives. Al lloc web Rotten Tomatoes va obtenir un índex d'aprovació del 42% a partir d'un total de 66 ressenyes, amb una qualificació mitjana ponderada de 5,44 sobre 10. A Metacritic, la pel·lícula va obtenir una puntuació mitjana ponderada de 54 sobre 100 basada en 18 crítiques, indicant-les com a «crítiques mixtes o mitjanes».
El crític cinematogràfic de la BBC, Nicholas Barber, li va donar 4 de 5 estrelles, descrivint-la com «un thriller entretingut cloak-and-dagge, amb moments de glamur on el sol sempre brilla i els actors són tots esplèndids». Jay Weissberg de Variety va escriure que: «deixa als espectadors satisfets per la seva bravura cinematogràfica i el pur plaer que dona veure a aquest superb repartiment en la seva millor forma, però se sent curta». Xan Brooks de The Guardian li va donar 3 estrelles de 5 i va escriure: «li falta càrrega emocional i una textura fina». David Rooney de The Hollywood Reporter va dir que era «una pel·lícula gran i bellament filmada, amb un repartiment potent i unes localitzacions enlluernadores», i també que la pel·lícula queia «en un embolic sense fi d'anades i vingudes de massa personatges, situacions i escenaris que no obstant això creaven una narració satisfactòria».
El País va lamentar que «tota la pel·lícula es mou entre les tortuositats del thriller d'acció i els del drama coral, amb moments brillants, però sense aconseguir ancorar bé ni en un ni l'altre». La revista Positif va escriure que: «els innocents plaers de cinema de gènere i la seva gustosa interpretació s'hi afegeix una abundància formal bastant agradable». El Mundo la va veure com: «un relat detallat d'un dels últims episodis de la Guerra Freda; Wasp Network no és ni una gran pel·lícula política -que òbviament era la intenció d'Olivier Assayas- ni el thriller que el seu tema podria haver portat qualsevol a esperar».
En el panorama comunicatiu en llengua catalana, Arantxa Tirado i Simón Vázquez de la revista Catarsi Magazín van destacar com «la pel·lícula té el gran mèrit de posar sobre la taula el tema de les accions de desestabilització i terrorisme que ha patit la Revolució Cubana des dels seus inicis».

## Crítica política
Va ser considerada com a «propaganda» a favor del govern cubà per grups anticastristes residents als Estats Units. Els grups anticastristes la van criticar argumentant que la pel·lícula els titlla de «terroristes i narcos» i que presenta una versió unilateral dels fets. Ninoska Pérez Castellón, reconeguda periodista dels exiliats cubans i comentarista de Ràdio Mambí, va assenyalar que la cinta «és una total infàmia». El 7 d'octubre de 2019 la periodista Efe Liu Santiesteban va manifestar que «la pel·lícula va ser gravada a Cuba, és com un instrument de propaganda per a la dictadura cubana. Conta la història des del punt de vista de como si fossin herois».
Alguns grups d'exiliats cubans a Miami van sol·licitar a Netflix, per mitjà de la plataforma Change.org, que retirés el llargmetratge, i en tan sols 3 dies la petició va aconseguir més de 15 mil signants. Altres grups d'exiliats van decidir no acompanyar la proposta. El govern cubà va assenyalar que la pel·lícula era «imperfecta, incompleta i una mica superficial» encara que va donar suport al seu contingut. Per la seva banda, el diari oficial del Partit Comunista de Cuba, el Granma, va assenyalar en la seva ressenya de la cinta, que es va exhibir a l'Havana al desembre de 2019 com a part del Festival Internacional de Cinema Llatinoamericà, que aquesta defensa el «dret» del Govern cubà a espiar a Miami.
Aquesta percepció no és compartida per alguns crítics de cinema, que no veuen un biaix ideològic particular, sinó més aviat defectes de construcció, mentre que elogien la feina dels actors. Jay Weissberg va escriure a Variety que «no obstant, Assayas no és un partidari ideològic i encara que hi ha un element heroic en diversos personatges, està lluny de descriure la vida a Cuba com un llit de roses, i no simplement per les sancions americanes».
En el panorama comunicatiu en llengua catalana, Arantxa Tirado i Simón Vázquez de la revista Catarsi Magazín van destacar com «la pel·lícula té el gran mèrit de posar sobre la taula el tema de les accions de desestabilització i terrorisme que ha patit la Revolució Cubana des dels seus inicis», de la mateixa manera que «presentar Cuba com un «país normal», amb les seves particularitats, és un encert per a fer entendre al públic l'autèntica natura de la Revolució Cubana».